# Archeohomaloplia frolovi
Archeohomaloplia frolovi (лат.) — вид пластинчатоусых жуков рода Archeohomaloplia из подсемейства хрущей (Sericini Scarabaeidae). Китай (Тибет, голотип: «Dol. r. Tunk-goho» 22-VII-1893 Potanin). Назван в честь Андрея Фролова (Санкт-Петербург) за помощь в работе.

## Описание
Пластинчатоусые жуки мелкого размера (около 5 мм), имеют чёрное и блестящее тело. Усики состоят из 10 сегментов, включая 3-члениковую булаву. A. frolovi по внешнему виду очень похож на Archeohomaloplia medvedevi; его можно отличить от него и всех других видов по очень длинным и густым щетинкам на надкрыльях, а также по форме парамер.

## Таксономия
Вид был впервые описан в 2011 году немецким энтомологом Дирком Аренсом (Zoologisches Forschungsmuseum Alexander Koenig, Бонн, Германия).